# Ze фильм
«Ze фильм» (фр. Ze Film) — французский кинофильм Ги Жака, выпущенный 23 февраля 2005 года в Париже, молодёжная комедия.

## Сюжет
Фильм рассказывает о трёх молодых парнях Горане, Кариме и немного странном Дидье (Торчке). Горан постоянно бредит о кинематографе и мечтает снять свой собственный фильм, поэтому друзья и прозвали его Кубриком.
Однажды Торчок попадает на настоящую съёмочную площадку, и ему удаётся заполучить грузовик со съёмочной аппаратурой. Теперь друзья могут снять свой собственный фильм. В процессе съёмок их ждут разногласия и споры, но фильм они снимают и показывают его жителям своего городского района.

## В ролях
| Актёр            | Роль                       |
| ---------------- | -------------------------- |
| Клеман Сибони    | Горан по прозвищу «Кубрик» |
| Дан Херцберг     | Дидье по прозвищу «Торчок» |
| Микки Эль Мазруи | Карим                      |
| Лоран Дойч       | Билу                       |
| Карина Теста     | Сорайя                     |
| Мики Манойлович  | Сергей (отец Горана)       |
| Доминик Пинон    | бомж                       |
| Самия Джадда     | Соня                       |

## Интересные факты
- Эпизодическую роль одного из ассистентов режиссёра сыграл Себастьен Рош, больше известный по сериалу «Элен и ребята».
- Эпизодическую роль в фильме сыграл рэпер Passi, также написавший песню «Appelez-moi Kubrick», звучащую во время завершающих титров.